# Giovanni Fontana (bispo de Ferrara)
Giovanni Fontana (1537 – 5 de julho de 1611) foi um prelado católico romano que serviu como bispo de Ferrara (1590–1611) e bispo titular de Nicópolis na Palestina (1589–1590).

## Biografia
Giovanni Fontana nasceu em 1537 em Vignola, Itália. No dia 11 de setembro de 1589, foi nomeado durante o papado de Sisto V como Bispo Co-adjutor de Ferrara e Bispo Titular de Nicópolis na Palestina A 11 de setembro de 1589, foi consagrado bispo por Gaspare Visconti, Arcebispo de Milão, com Gerolamo Ragazzoni, bispo de Bérgamo, e Ludovico Taverna, bispo de Lodi, servindo como co-consagradores. A 7 de agosto de 1590, sucedeu como bispo de Ferrara, onde serviu como bispo até à sua morte a 5 de julho de 1611.
Enquanto bispo, foi o consagrador principal de Alfonso Paleotti, Arcebispo Co-adjutor de Bolonha (1591), e o principal co-consagrador de Orazio Giraldi, Bispo de Comacchio (1592), e Camillo Beccio, Bispo de Acqui (1599)